# 다케카와촌
다케카와촌(武川村)은 사이타마현의 북서부, 오사토군에 속했던 촌이다. 처음엔  한자와군 소속이였다.

## 역사
- 1889년 4월 1일 - 정촌제 시행에 의해 오부스마군 다케카와촌이 성립하였다.
- 1896년 3월 29일 - 오부스마군이 오사토군, 하라군, 한자와군과 통합해 오사토군이 되었다.
- 1955년 2월 11일 - 혼파타촌과 합병해 가와모토촌을 신설하였다.
- 1977년 2월 11일 - 가와모토촌이 정으로 승격해 가와모토정이 되었다.
- 2006년 1월 1일 - 가와모토정이 (구) 후카야 시, 오카베 정, 하나조노 정과 합병해 후카야시를 신설하였다.

## 교통

### 철도
- 지치부 철도
  - 지치부 본선